# Gatey
Gatey település Franciaországban, Jura megyében. Lakosainak száma 364 fő (2022. január 1.). Gatey Saint-Baraing, Asnans-Beauvoisin, Balaiseaux, Chaînée-des-Coupis, Chaussin, Chêne-Bernard, Le Deschaux, Pleure és Tassenières községekkel határos.

## Népesség
A település népességének változása:
| Lakosok száma | 271  | 229  | 256  | 286  | 375  | 380  | 371  | 360  | 360  | 364  |
|               | 1968 | 1982 | 1990 | 2006 | 2013 | 2015 | 2017 | 2019 | 2020 | 2022 |